# Phidiana riosi
Phidiana riosi is een slakkensoort uit de familie van de Facelinidae. De wetenschappelijke naam van de soort is voor het eerst geldig gepubliceerd in 2003 door Garcia & Troncoso.